# 谷優子
谷 優子（たに ゆうこ）は、富山テレビ放送のアナウンサー。富山県出身。愛称はたにゆう。

## 経歴
- 1986年 - 東京の短期大学卒業。
- 1986年 - 北陸銀行入行。同期は中澤宏頭取。6年半勤務（窓口、広報を担当）。
- 1992年 - 富山テレビ放送入社。

## 現在の担当番組
- ライブBBT（2019年4月1日 - ）

## 過去の担当番組
- BBTスーパーニュース
- 元気とやま みんなのクイズ
- 富山いかがdeSHOW
- 第17回（2003年）『FNS27時間テレビ みんなのうた』（フジテレビ、2003年6月29日） - FNS女子アナ対抗家族そろって歌合戦富山テレビ代表
- 国分太一のおさんぽジャパン（フジテレビ、2019年12月17日 - 12月20日） - 富山県のご当地ガイド
- プライムオンラインTODAY（BSフジ、2023年9月4日） - 富山テレビ発『“レトロでポップ”古道具店 黒電話で“よみがえる記憶”』
- 夜の巷を徘徊する（テレビ朝日、2024年6月7日）

など